# ユニオンビル
ユニオンビル（英語: Union Buildings）は、南アフリカ共和国ハウテン州ツワネ市都市圏（プレトリア）にある政府庁舎である。大統領官邸の機能も有している。

## 概要
ユニオンビル前の広場には庭園が整備されているほか、殉職警察官の慰霊碑が設置されている。
名前の由来は、独立当初の南アフリカ連邦（英語：Union of South Africa）の国名にちなんでいる。

## 歴史
建設当初は、プレトリア行政官の所有であったが、南アフリカ連邦建国後に政府庁舎として使用されるようになった。

## 構成

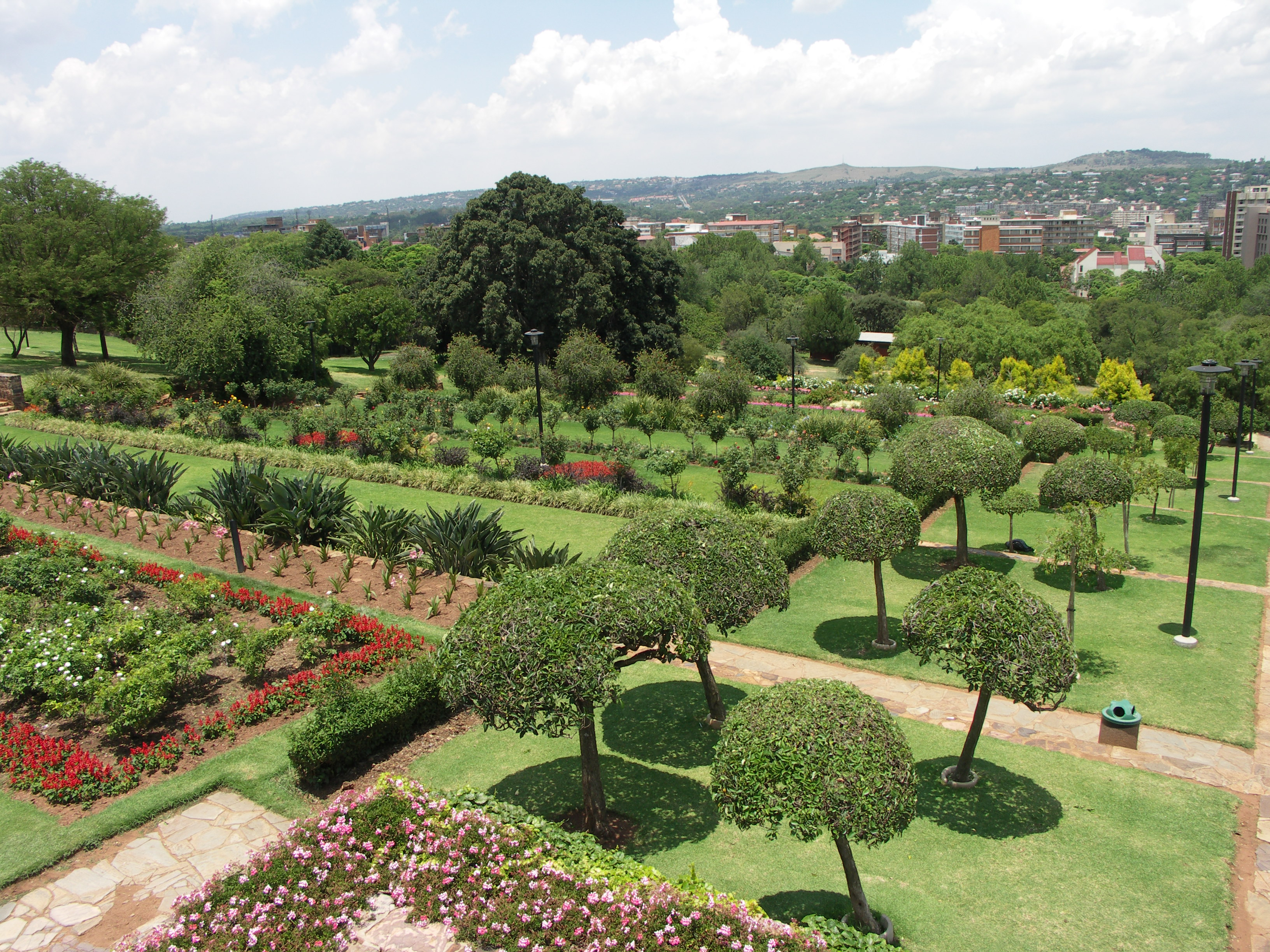
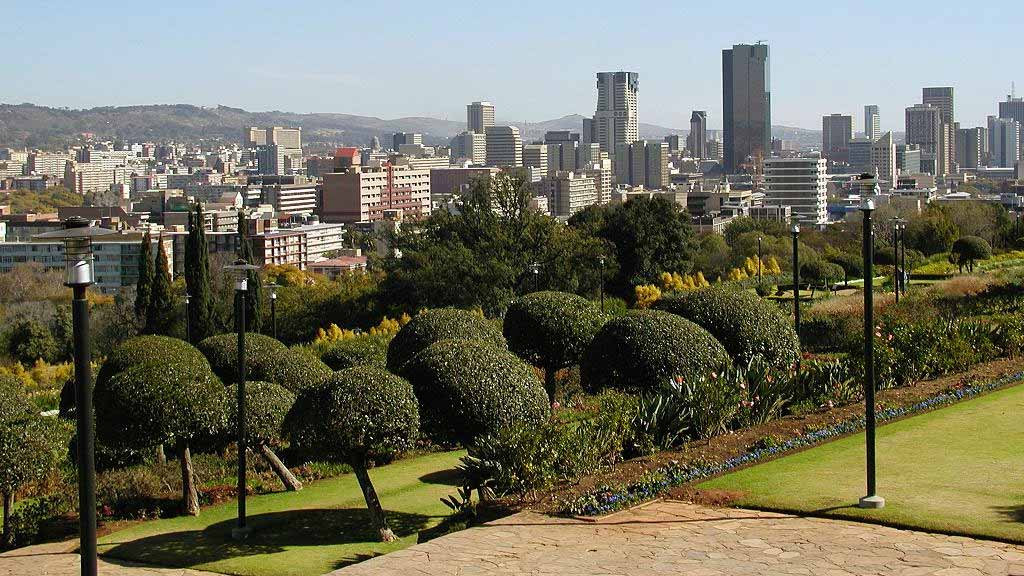
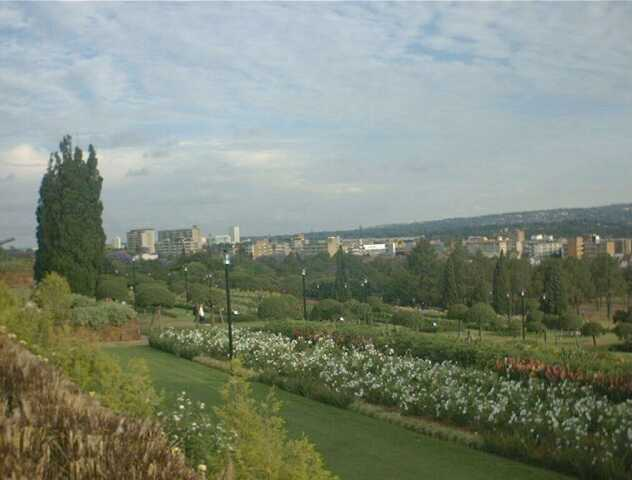